# Петре Мігай Бенереску
Петре Мігай Бенереску (нар. 15 вересня 1921, Крайова — 12 травня 2009, Бухарест) — видатний румунський іхтіолог, гідробіолог, біогеограф, член-кореспондент Академії наук Румунії.

## Наукові інтереси
Методичні та методологічні проблеми біогеографії, переважно з точки зору фауни континентальних водойм. Розробив концепцію зоогеографічного районування континентальних водойм земної кулі.

## Визнання
- 1975 — почесний член Американського товариства іхтіологів та герпетологів
- 1988 — почесний член Європейського товариства іхтіологів

## Важливіші наукові праці
- Bănărescu P., Vasiliu G., Animale de apă dulce și răspândirea lor, București, Editura Științifică, 1960
- Bănărescu, M.P., Fauna Republicii Populare Romîne, Volumul XIII. Pisces — Osteichthyes (pești ganoizi și osisi). Editura Academiei Republicii Populare Române, București, 1964 (962 pagini)
- Bănărescu M.P., Principii și probleme de zoogeografie, București, 1970
- Bănărescu, P., Boșcaiu N., Biogeografie, perspectivă genetică și istorică, Editura Științifică, București, 1973

## Цікаві факти
Працюючи у рамках міжнародної наукової експедиції на території Закарпаття (Україна), досліджував іхтіофауну р. Тиси.